# 베이프론트 센터
베이프론트 센터(영어: Bayfront Center)은 미국 플로리다주 세인트피터즈버그에 위치한 실내 경기장이다. 과거 ABA 마이애미 플로리디안즈, 더 플로리디안즈의 홈경기장으로사용했다.